# Holstebro Sogn
Holstebro Sogn er et sogn i Holstebro Provsti (Viborg Stift).
I 1800-tallet var Måbjerg Sogn, der hørte til Hjerm Herred i Ringkøbing Amt, anneks til Holstebro Sogn, som kun geografisk hørte til herredet, men lå i Holstebro Købstad. Den blev ved kommunalreformen i 1970 kernen i Holstebro Kommune.
Nørrelands Sogn blev udskilt fra Holstebro Sogn i 1967, og i 1969 stod Nørrelandskirken færdig.
I Holstebro Sogn ligger Holstebro Kirke.
I sognet findes følgende autoriserede stednavne:
- Galgebakkerne (areal)
- Holstebro (bebyggelse, ejerlav)